# Pablo Díaz Sánchez
Pablo Díaz Sánchez (né le 5 février 1997) est un violoniste espagnol qui est surtout connu pour avoir gagné 1 828 000 €, le jackpot progressif de Pasapalabra, un célèbre jeu télévisé espagnol.

## Biographie

### Enfance et parcours scolaire
Pablo Díaz Sánchez est né le 5 février 1997 à Santa Cruz de Tenerife, aux Îles Canaries, en Espagne. Il est le fils unique de Gustavo Díaz-Jerez et Belinda Sánchez Mozo, tous deux musiciens. Bien que tous deux soient Espagnols, ils se sont rencontrés à New York. Un an après la naissance de leur fils Pablo, ils ont déménagé à Madrid. Pablo a commencé à jouer du violon à l'âge de cinq ans et du piano à l'âge de six ans. À l'âge de 12 ans, il s'est concentré uniquement sur le violon et à 16 ans, il a commencé à étudier à l' école supérieure de musique Reine Sophie. En 2020, Pablo Díaz étudiait une maîtrise de musique en violon, au Conservatoire d'Amsterdam, aux Pays-Bas.

### Pasapalabra

#### La période Telecinco
Quand il avait 15 ans, Pablo Díaz avait l'habitude de regarder avec sa grand-mère Pasapalabra, un jeu télévisé basé sur The Alphabet Game, et qui à l'époque était diffusé par la chaîne espagnole privée Telecinco. Elle l'a encouragé à y participer et à l'âge de 18 ans, il a commencé à se préparer pour l'émission en regardant les épisodes précédents et en étudiant le dictionnaire espagnol. Pablo a débuté à Pasapalabra le 26 janvier 2017 et après 47 épisodes, il a été éliminé par Julio Escartín, qui était en compétition lors de son premier épisode. Alors qu'Escartín a remporté le jackpot progressif de 310 000 €, Pablo a remporté sa récompense accumulée, 49 800 €. Pablo Díaz a rejoint Pasapalabra à nouveau le 7 juin 2018 après avoir remplacé un participant parti pour des raisons personnelles. Trois épisodes plus tard, il a été éliminé dans l'épreuve de la Silla Azul et ne remporte que 1 800 €.

#### La période Antena 3
Après le déménagement de Pasapalabra à la chaîne privée espagnole Antena 3, Pablo Díaz est revenu au programme le 26 juin 2020. Le 26 juin 2021, Pablo avait participé à 255 épisodes, en avait remporté 141, fait match nul dans 69 duels et perdu 45 fois ; au total, il a participé contre 14 autres personnes. Sur l'épisode diffusé le 1er juillet 2021, et après 260 épisodes consécutifs, Pablo Díaz a remporté le jackpot progressif de 1 828 000 €. Au cours de cet épisode, Díaz a répondu à 13 questions lors de son premier tour et lors de son deuxième tour, il a donné 12 réponses consécutives, Dux étant son dernier mot.
Au cours de ce parcours, Pablo Díaz a battu plusieurs records, notamment celui d'être le participant avec le plus d'épisodes consécutifs (260), celui avec le plus d'épisodes au total (310), celui avec la plus grande récompense potentielle accumulée en cas d'élimination (215 400 €),  celui avec le plus de matchs « Silla Azul » – y être battu est le seul moyen pour un participant d'être éliminé – (39, au 5 mai 2021), la plus longue série de duels consécutifs contre un autre participant (84, partagés avec Luis de Lama) et le troisième plus gros jackpot de Pasapalabra.

### Vie privée
Pablo Díaz sort avec Marta Wheat, une musicienne espagnole, trois ans plus jeune que lui. Ils se sont rencontrés dans le tournage de Pasapalabra lorsqu'elle a concouru pour une place dans le jeu télévisé.

## Parcours professionnel
Pablo a donné des concerts de violon dans toute l'Espagne. Il a reçu le prix de l'élève le plus remarquable de la Cátedra de Música de Cámara des mains de la reine Sofía d'Espagne et a collaboré avec l'initiative solidaire Música en Vena, qui apporte la musique dans les hôpitaux.
Le 23 février 2021, Pablo a annoncé la création d'une chaîne Twitch, dans laquelle il aborde divers sujets tels que la façon dont il étudiait pour Pasapalabra et où il donne des concerts de violon pour ses abonnés et fait des speedruns de jeux vidéo Mario Bros. Le 3 juillet, deux jours après avoir gagné le jackpot, Pablo a diffusé le direct le plus long de sa chaîne Twitch, d'une durée de 17 heures et 35 minutes et qui s'est terminé par l'une des promesses qu'il avait faites après avoir gagné le jackpot de Pasapalabra, celle de se teindre les cheveux en bleu.